# Instrumental On The Road
Instrumental On The Road é o nono álbum da carreira solo do aclamado guitarrista baiano Pepeu Gomes. Foi lançado pelo selo Warner Music em 1989.
Originalmente, o álbum foi lançado com apenas seis faixas. Quando foi relançado em 2011, foram incluídas mais 8 faixas: seis que ficaram de fora por causa da duração do vinil e duas que Pepeu gravou especialmente para a reedição.

## Faixas
| N.º | Título                                                                                      | Compositor(es)                                                             | Duração |  |
| 1.  | "Um Abraço no Bonfá"                                                                        | João Gilberto                                                              | 6:31    |  |
| 2.  | "Garota de Ipanema"                                                                         | Tom Jobim e Vinicius de Moraes                                             | 4:45    |  |
| 3.  | "Pot-pourri": "Lamentos" "Noites Cariocas" "Aquarela do Brasil" "Assanhado" "Brasileirinho" | Pixinguinha Jacob do Bandolim Ary Barroso Jacob do Bandolim Waldir Azevedo | 9:33    |  |
| 4.  | "Tico-Tico No Fubá"                                                                         | Zequinha de Abreu                                                          | 7:21    |  |
| 5.  | "Amazônia"                                                                                  | Pepeu Gomes                                                                | 5:54    |  |
| 6.  | "Cartagena"                                                                                 | Pepeu Gomes e Luciano Alves                                                | 6:00    |  |

| Faixas Bônus - reedição em CD de 2011 |                                                                  |                |         |  |
| N.º                                   | Título                                                           | Compositor(es) | Duração |  |
| 7.                                    | "Malacaxêta"                                                     |                |         |  |
| 8.                                    | "No Batucar Do Samba"                                            |                |         |  |
| 9.                                    | "Chicana"                                                        |                |         |  |
| 10.                                   | "Na Baixa Do Sapateiro"                                          |                |         |  |
| 11.                                   | "Biribinha Nos States"                                           |                |         |  |
| 12.                                   | "Sem Essa De Rock"                                               |                |         |  |
| 13.                                   | "Fogo De Santelmo [faixa inédita]"                               |                |         |  |
| 14.                                   | "Tiro, Porrada E Bomba (Para o Amigo Elso Berg) [faixa inédita]" |                |         |  |

## Ficha Técnica
- Pepeu Gomes: Violão, Cavaquinho elétrico e Guitarra
- André Gomes: Baixo elétrico
- Paulo Casarin e Luciano Alves: Teclados
- Alexandre Fonseca: Bateria
- Reppolho: Percussão